# Saint-Léger-de-la-Martinière
Saint-Léger-de-la-Martinière is een plaats en voormalige gemeente in het Franse departement Deux-Sèvres in de regio Nouvelle-Aquitaine en telt 1023 inwoners (1999). De plaats maakt deel uit van het arrondissement Niort.

## Geschiedenis
Saint-Léger-de-la-Martinière is op 1 januari 2019 gefuseerd met de gemeenten Mazières-sur-Béronne, Melle en Saint-Martin-lès-Melle tot een nieuwe gemeente, eveneens geheten Melle. 

## Geografie
De oppervlakte van Saint-Léger-de-la-Martinière bedraagt 25,9 km², de bevolkingsdichtheid is 39,5 inwoners per km².
De onderstaande kaart toont de ligging van Saint-Léger-de-la-Martinière met de belangrijkste infrastructuur en aangrenzende gemeenten.

## Demografie
Onderstaande figuur toont het verloop van het inwonertal.
Mazières-sur-Béronne · Melle · Paizay-le-Tort · Saint-Léger-de-la-Martinière · Saint-Martin-lès-Melle